# Johnny Klimek
Johnny Klimek (nacido en 1962) es un compositor de cine y televisión australiano, que reside actualmente en Las Palmas de Gran Canaria. Es conocido por su asociación con el cineasta alemán Tom Tykwer, con quien él y su socio por largo tiempo Reinhold Heil han colaborado en varias películas, incluyendo Corre, Lola, corre (1998), El perfume (2006), y Cloud Atlas, una adaptación de la novela de 2004 de David Mitchell, producida y dirigida por Tykwer con Andy y Lana Wachowski. Klimek es representado por Amos Newman en la agencia William Morris Endeavor.

## Vida y carrera
Klimek se mudó de Australia a Berlín en 1983, y con sus hermanos Alf Klimek y Jayney Klimek, formó The Other Ones, cuyo sencillo, "Holiday", entró en el lugar 29 del Billboard Hot 100 el 17 de octubre de 1987. Después de la separación de la banda, Klimek se involucró con la escena musical underground y electrónica, y con Paul Browse (anteriormente de Clock DVA), formó SYSTEM 01. No mucho tiempo después, Klimek y Heil formaron su formaron su duradera asociación creativa con Tykwer, y juntos elaboraron su primera música de largometraje para su Winter Sleepers (1997). Su avance, sin embargo, ocurrió dos años después con él éxito internacional de su música electrónica propulsora para Corre, Lola, corre.
Klimek y Heil continuaron su colaboración por más de una década, y crearon música para proyectos tales como Retratos de una obsesión, The International - Dinero en la sombra, la serie de cable Deadwood, y más recientemente, el remake de Robert De Niro de la película de Sam Peckinpah Killer Elite. En 2011, el par decidió mutuamente continuar colaborando en proyectos seleccionados pero desarrollar su sello como compositores individuales. Su siguiente proyecto con Tom Tykwer fue Cloud Atlas en 2012.
Klimek es miembro de la cuarta generación de compositores de películas, televisión y medios de comunicación interactivos. En común con contemporáneos tales como Clint Mansell, Trent Reznor, Gustavo Santaolalla, Craig Armstrong, y The Chemical Brothers, su enfoque a la música de películas está formado por un fondo en pop ecléctico y música electrónica en vez de la experiencia del conservatorio. Mucha de su música está caracterizada por una integración instintiva y continua de elementos electrónicos en el cuerpo una música orquestal clásica. En la práctica, esto significa que las técnicas no lineales y modulares generalmente más asociadas con ámbito de la electrónica y el mundo del D.J. están haciendo su camino dentro de la música de películas.

## Colaboraciones
- Jungle (2017)
- I, Frankenstein (2013)
- Awake (2012)
- Cloud Atlas (2012) Nominada para un Globo de Oro por Mejor Banda Sonora.[1]
- Killer Elite (2011)
- 6 giorni sulla Terra (2011)
- Seeking Happiness (2011)
- Three (2010)
- Tomorrow, When the War Began (2010)
- Happiness Runs (2010)
- Devil's Kicker (2010)
- Closer Than Blood (2010)
- Deutschland 09 - 13 kurze Filme zer Lage der Nation (2009)
- The International - Dinero en la sombra (2009)
- The Cave (2005)
- Land of the Dead (2005)
- Sophie Scholl - Los últimos días (2005)
- Deck Dogz (2005)
- Retratos de una obsesión (2002)
- Corre, Lola, corre (1999)
- Winter Sleepers (1997)